# Беленешть (комуна)
Беленешть, Беленешті (рум. Bălănești) — комуна у повіті Горж в Румунії. До складу комуни входять такі села (дані про населення за 2002 рік):
- Беленешть (775 осіб)
- Блідарі (46 осіб)
- Войтештій-дін-Вале (410 осіб) — адміністративний центр комуни
- Войтештій-дін-Дял (235 осіб)
- Глодень (633 особи)
- Кинепешть (88 осіб)
- Охаба (272 особи)

Комуна розташована на відстані 223 км на захід від Бухареста, 12 км на північний схід від Тиргу-Жіу, 90 км на північ від Крайови.

## Населення
За даними перепису населення 2002 року у комуні проживали 2459 осіб.
Національний склад населення комуни:
| Національність | Кількість осіб | Відсоток |
| -------------- | -------------- | -------- |
| румуни         | 2453           | 99,8%    |
| угорці         | 6              | 0,2%     |

Рідною мовою назвали:
| Мова      | Кількість осіб | Відсоток |
| --------- | -------------- | -------- |
| румунська | 2454           | 99,8%    |
| угорська  | 5              | 0,2%     |

Склад населення комуни за віросповіданням:
| Релігія            | Кількість осіб | Відсоток |
| ------------------ | -------------- | -------- |
| православні        | 2454           | 99,8%    |
| римо-католики      | 2              | 0,1%     |
| реформати          | 1              | < 0,1%   |
| унітарії           | 1              | < 0,1%   |
| не вказали релігію | 1              | < 0,1%   |